# Ted Ranken
Thomas Ranken, detto Ted (18 maggio 1875 – Edimburgo, 27 aprile 1950), è stato un tiratore a segno britannico.

## Palmarès

### Olimpiadi
- 3 medaglie:
  - 3 argenti (Londra 1908 nel Bersaglio mobile colpo singolo; Londra 1908 nel Bersaglio mobile colpo singolo a squadre; Londra 1908 nel Bersaglio mobile colpo doppio)